# Nationaal Songfestival 1976
Das Nationaal Songfestival 1976 war der nationale Vorentscheid der Niederlande zum Eurovision Song Contest 1976. Er fand am 18. Februar 1976 im Congresgebouw in Den Haag statt. Dort sollte nach dem Gewinn der Niederlande beim Eurovision Song Contest 1975 auch der Eurovision Song Contest stattfinden.
Im Vergleich zu den Vorjahren gab es Veränderungen: Es waren nun auch englischsprachige Titel beim Vorentscheid erlaubt. Außerdem gab es wieder mehrere Kandidaten, die verschiedene Lieder sangen. 
Abgestimmt wurde per regional aufgesplittertem Juryvoting. Es gab elf Jurys, für jede Provinz eine (Flevoland kam erst 1986 dazu). Jede Jury konnte je 10 Punkte vergeben.
| Nr. | Interpret         | Titel                      | Übersetzung                  | Punkte | Platz |
| --- | ----------------- | -------------------------- | ---------------------------- | ------ | ----- |
| 1   | Spooky & Sue      | Do you dig it              | Hast du es kapiert           | 05     | 5.    |
| 2   | Bolland & Bolland | Souvenir                   |                              | 30     | 2.    |
| 3   | Sandra Reemer     | The party’s over           | Die Feier ist vorüber        | 35     | 1.    |
| 4   | Rosy & Andres     | I was born to love         | Ich wurde zum Lieben geboren | 17     | 4.    |
| 5   | Lucifer           | Someone is waiting for you | Irgendwer wartet auf dich    | 23     | 3.    |

Sandra Reemer vertrat die Niederlande bereits 1972, zusammen mit Andres, der in diesem Jahr auch vertreten war. Beim ESC 1976 erreichte sie Platz 9.